# Pterocryptis anomala
Pterocryptis anomala és una espècie de peix de la família dels silúrids i de l'ordre dels siluriformes.

## Morfologia
Els mascles poden assolir els 17,1 cm de llargària total.

## Distribució geogràfica
Es troba a la Xina.